# معركة بيتا
دارت معركة بيتا بين الإغريق (مع الفلهيلينيين) بقيادة ألكسندروس مافروكورداتوس مع ماركوس بوتساريس والعثمانيين بقيادة عمر فريوني في 16 يوليو 1822 (4 يوليو التقويم اليولياني). وقع الصراع على منحدر تل بالقرب من قرية بيتا في إبيروس.

## خلفية
بعد أن هزم الصوليوت قوات خورشيد باشا في مايو ويونيو 1822، انضموا إلى الأمير ألكسندر مافروكورداتوس الذي هبط في ميسولونغي مع فرقة من اليونانيين النظاميين. لكن في الوقت نفسه، استسلم خورشيد باشا قيادة القوات العثمانية في إبيروس للجنرال الألباني عمر فريوني. انضم إلى اليونانيين كتيبة واحدة من متطوعين من الهيليين الألمان والبولنديين والسويسريين والفرنسيين والإيطاليين مع كارل فون نورمان إيرينفيلز، الذي كان يعمل سابقًا في جيش فورتمبيرغ، كرئيس أركان مافروكورداتوس. كان العديد من المحاربين الإيطاليين والألمان والفرنسيين من قدامى المحاربين في حروب نابليون والذين دربوا كتيبة من الإغريق للقتال في النمط الغربي للحرب. لم يكن الفيللينيون متحدين، وفي مبارزة قتل ألماني بالرصاص رجلًا فرنسيًا. أفاد أحد الفرنسيين الفلهيلينيين جان فرانسوا ماكسيم رايبود: «كان من الصعب بشكل لا يمكن تصوره تدريب الرجال على التفاصيل القاسية والدقيقة للخدمة في الرتب، في الانضباط الصارم وفي مزايا التعليم المنهجي، عندما كان هؤلاء الرجال أوروبيين من دولة. مزاج صعب بشكل عام ومختلف في عاداتهم وتعليمهم ولغتهم وأسلحتهم». كانت قوة مافروكورداتوس المكونة من حوالي 2000 رجل، سواء كانت نظامية أو غير نظامية، تفوقها القوة العثمانية التي كانت قوامها 10000 (أو 14.000  ) من الأتراك والألبان. وضع مافروكورداتوس رجاله على تلالين إلى الغرب والشرق من قرية بيتا، التي تقع على تل منخفض في بداية سهل ساحلي. على التلال الأعلى إلى الشرق من القرية تم وضع القوات اليونانية تحت قيادة جوجوس باكولاس على اليمين، والقوات بقيادة نقباء آخرين فارناكيوتيس وفلاشوبولوس في الوسط بينما كان ماركوس بوتساريس على اليسار. على الحافة الغربية والسفلى، كان الفيللينيون مع النظاميين اليونانيين تحت قيادة القبطان الإيطالي تارالا في المنتصف، والمتطوعون من المحمية البريطانية للجزر الأيونية على اليمين والفيليليني تحت قيادة دانيا الإيطالية على اليسار. كان باكولاس وبوتساريس أعداء قدامى، وكلاهما كانا متنافسين (قطاع طرق) وأراد مافروكورداتوس إبقاء الخصمين بعيدًا قدر الإمكان حيث كان أحدهما يكره الآخر.

## المعركة
نزلت القوات اليونانية في بيتا في آرتا عندما هاجمت قوة من 7000 إلى 8000 جندي عثماني مواقعهم. تقدم العثمانيون قبل الفجر في تشكيل هلال مع 600 فارس يتقدمون على اليمين باتجاه التلال الغربية. فوجئ الفرسان العثمانيون بعدم عودة النيران، وفقط عندما وصلوا إلى مسافة مائة قدم من التلال، رد الفيللينيون واليونانيون النظاميون بإطلاق النار، مما أدى إلى سقوط أمطار قاتلة من الرصاص التي قتلت العثمانيين، الذين لم يستخدموا. لمحاربة خصم منضبط في اليونان. على مدار الساعتين التاليتين، هاجم العثمانيون التلال وهاجموا التلال مرة أخرى، وتعرضوا للضرب بخسائر فادحة في كل مرة. في شمال التلال الشرقية، هاجم الألبان غير النظاميين، لكن تم صدهم في البداية من قبل رجال باكولاس. وخلال النزاع، وخيانة الإغريق والفلهيلينيين التي كتبها غوغوس باكولاس، قاطع طريق وقائد ميليشيا. وفقًا لبعض الروايات، ترك باكولاس جناحه الأيمن عمدًا دون حراسة ولم يبذل أي جهد لإطلاق النار على الألبان أثناء تقدمهم على جانبه الأيمن. عندما تسلق الألبان سلسلة التلال، أمر باكولاس رجاله بالتراجع ولم يبذل الألبان أي جهد لمهاجمته حيث وافق باكولاس قبل المعركة على خيانة جانبه. مع وجود الألبان على الحافة العليا، تم طرد القوات اليونانية الأخرى. بمجرد أن أصبح التلال الشرقية في أيدي العثمانيين، استولى العثمانيون على قرية بيتا ثم هاجموا القوات اليونانية على التلال الغربية من الخلف. بعد أن تعرضت للهجوم من كلا الجانبين، كانت القوات الموجودة على الحافة السفلية غارقة في معظم الفيللينيين واليونانيين النظاميين، الذين أصبحوا الآن غير منظمين وخرجوا من التشكيل، مما جعلهم يقفون في موقف يائس أخيرًا ضد سلاح الفرسان العثماني الذي قطعهم دون رحمة. أدت خيانة باكولاس إلى الهزيمة الشاملة لليونانيين.

## ما بعد الكارثة
في نهاية الصراع، عانت كتيبة الفلهيلينيين بأكملها من خسائر فادحة. من بين القتلى الفلهيلينيين الضابطان الإيطاليان دانيا وتاريلا، وبلغت الخسائر الإجمالية 67 قتيلاً من الهيلينيين، منهم 34 ألمانيًا و 12 إيطاليًا و 9 بولنديين و 7 فرنسيين وهولنديًا وهنغاري واحد. على الرغم من الجهود الشجاعة التي بذلها بوتساريس، فقد أُجبر على الفرار إلى ميسولونغي مع الأمير مافروكورداتوس.
كان للهزيمة تأثير سلبي على هيبة مافروكورداتوس، مثل أنصار ضرورة وجود جيش يوناني نظامي. تم تحريك تعاطف ودعم الثوار اليونانيين تجاه القادة العسكريين (نقباء) بيلوبونيز، وخاصة كولوكوترونيس.

## روابط خارجية
- معركة بيتا باللغة اليونانية